# Jea Mira
Jea Mira, właśc. Joanna Mira Dołba (ur. 11 maja 2000 w Lublinie) – polska piosenkarka, autorka tekstów i kompozytorka. Wykonuje muzykę z pogranicza popu i popu alternatywnego.

## Życiorys
Ma dwoje rodzeństwa. Jest absolwentką British & Irish Moden Music Institute w Londynie. Posiada tytuł licencjata. 

## Kariera muzyczna
Jea Mira swój pierwszy singiel wydała w 2020 roku. "In Blue" charakteryzowały trapowe brzmienia. Następnie artystka poszukiwała innych brzmień. W 2024 roku wydała swoją pierwszą płytę – „Girl’s notes”, która została laureatem Bestsellerów Empiku 2024 w kategorii Odkrycia Empiku: Muzyka. Wzięła udział w piątej edycji Spotify RADAR Polska. 

## Nagrody
| Rok  | Kategoria                    | Utwór        | Rezultat | Źródło |
| ---- | ---------------------------- | ------------ | -------- | ------ |
| 2025 | Odkrycia Empiku 2024: Muzyka | girl’s notes | Laureat  | [ 3 ]  |